# Réserve naturelle absolue Nicolás Wessberg
La réserve naturelle absolue Nicolás Wessberg (en espagnol Reserva Natural Absoluta Nicolás Wessberg) est une réserve naturelle située dans le sud de la péninsule de Nicoya, dans la province de Puntarenas, au Costa Rica. Elle fut créée le 10 octobre 1994 et couvre 59 ha. Elle fait partie de l'aire de conservation Tempisque.

## Localisation
La réserve se situe à l'ouest du Costa Rica, au bord de l'océan Pacifique, dans l'extrémité sud de la péninsule de Nicoya. Administrativement, elle se trouve dans la province de Puntarenas, dans le canton de Puntarenas et dans le district de Cóbano. La localité la plus proche est Montezuma située à 1 km au sud, Cóbano se situant à 5 km à l'ouest et Tambor à 7 km au nord.
Elle est délimitée : à l'est par l'océan Pacifique, au niveau des rochers Roca Los Almendros qui s'étirent entre les plages Playa Montezuma et Playa Cocal ; au sud par le ruisseau Quebrada Colorado ; au nord par le ruisseau Quebrada Cocal qui marque la limite avec l'aire protégée contiguë du Refugio de vida silvestre Romelia ; la limite ouest n'étant pas marquée par un élément physique particulier.
Son altitude minimale est de 0 m au niveau de la côte et son altitude maximale de 121,5 m au nord-ouest de la réserve.

## Histoire
En 1955, le couple de scandinaves formé par le Suédois Nils Olof Wessberg, connu au Costa Rica comme Nicolás Wessberg, et la Danoise Karen Mogensen arrivent dans la région de Montezuma et décident de s'y établir. Le 30 août 1955, ils signent l'achat d'un terrain correspondant à la réserve actuelle et sur lequel ne se trouve aucune habitation. Ils commencent donc par dormir par terre abrités par une bâche tendue entre les arbres avant d'y construire un peu plus tard une maison en bois avec un toit en feuilles de palmier. Ils plantent sur le terrain 32 espèces d'arbres qui doivent leur permettre de se nourrir toute l'année en autonomie.
À cette époque, le gouvernement incite les agriculteurs à s'installer sur la péninsule et à en exploiter les terres. Nicolás Wessberg, réalisant que la forêt vierge est gravement menacée, lance des pétitions et sollicite le gouvernement afin de préserver une des dernières zones de forêt encore intacte dans les environs, située à l'extrémité sud de la péninsule. Cela aboutit à la création de la réserve nationale absolue de Cabo Blanco en 1963, devenant la première aire protégée d'Amérique centrale et du Costa Rica et qui entrainera la protection de nombreux autres espaces naturels du pays.
Nicolás Wessberg est assassiné en 1975 sur la péninsule d'Osa, alors qu'il fait campagne pour la création du parc national Corcovado. Karen, à qui il avait promis de revenir pour son anniversaire, se rend compte de sa disparition et part à sa recherche à l'aide de locaux. Elle retrouve ses ossements dans la forêt au côté de sa boussole et de son sac à dos, son corps ayant été complètement mangé par la faune. Après les avoir confiés à un médecin légiste de San José aux fins d'analyse pour l'enquête criminelle, elle les récupère afin de les enterrer sur la colline surplombant leur terrain.
Karen poursuit sa vie en solitaire sur ses terres, jusqu'à sa mort des suites d'un cancer du foie le 7 octobre 1994. Dans son testament, n'ayant pas d'enfants, elle fait dont du terrain au gouvernement avec la condition de le convertir en une réserve naturelle absolue qui devra porter le nom de son mari.
Le décret 23701-MIRENEM du 10 octobre 1994 acte la création de la Reserva Natural Absoluta Nicolás Wessberg, fidèlement aux dernières volontés de Karen Mogensen. Sa dépouille est également enterrée sur la colline surplombant la parcelle, au côté de celle de Nicolás.

## Faune et flore

Faune de la réserve naturelle absolue Nicolas Wessberg
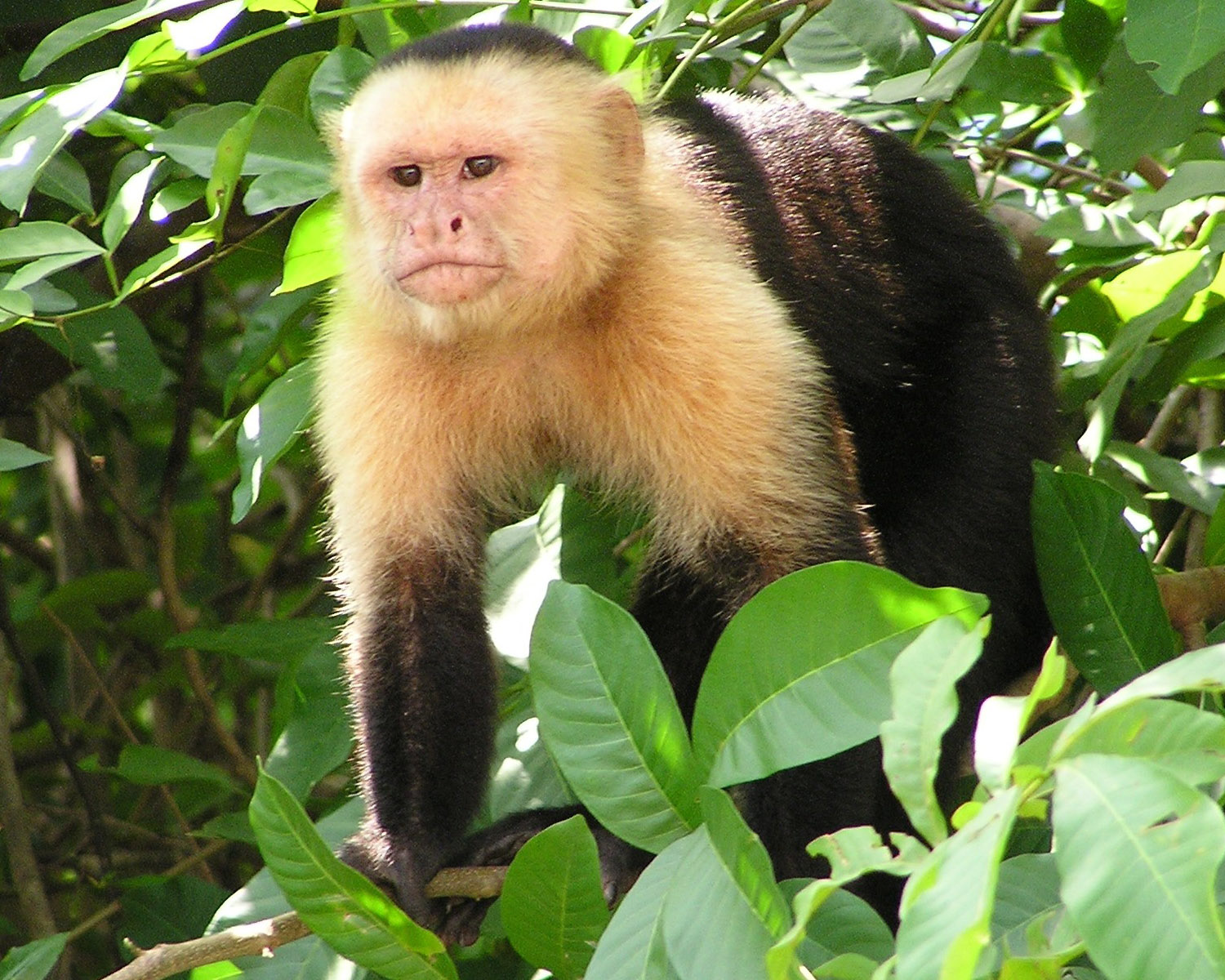
Singes capucins
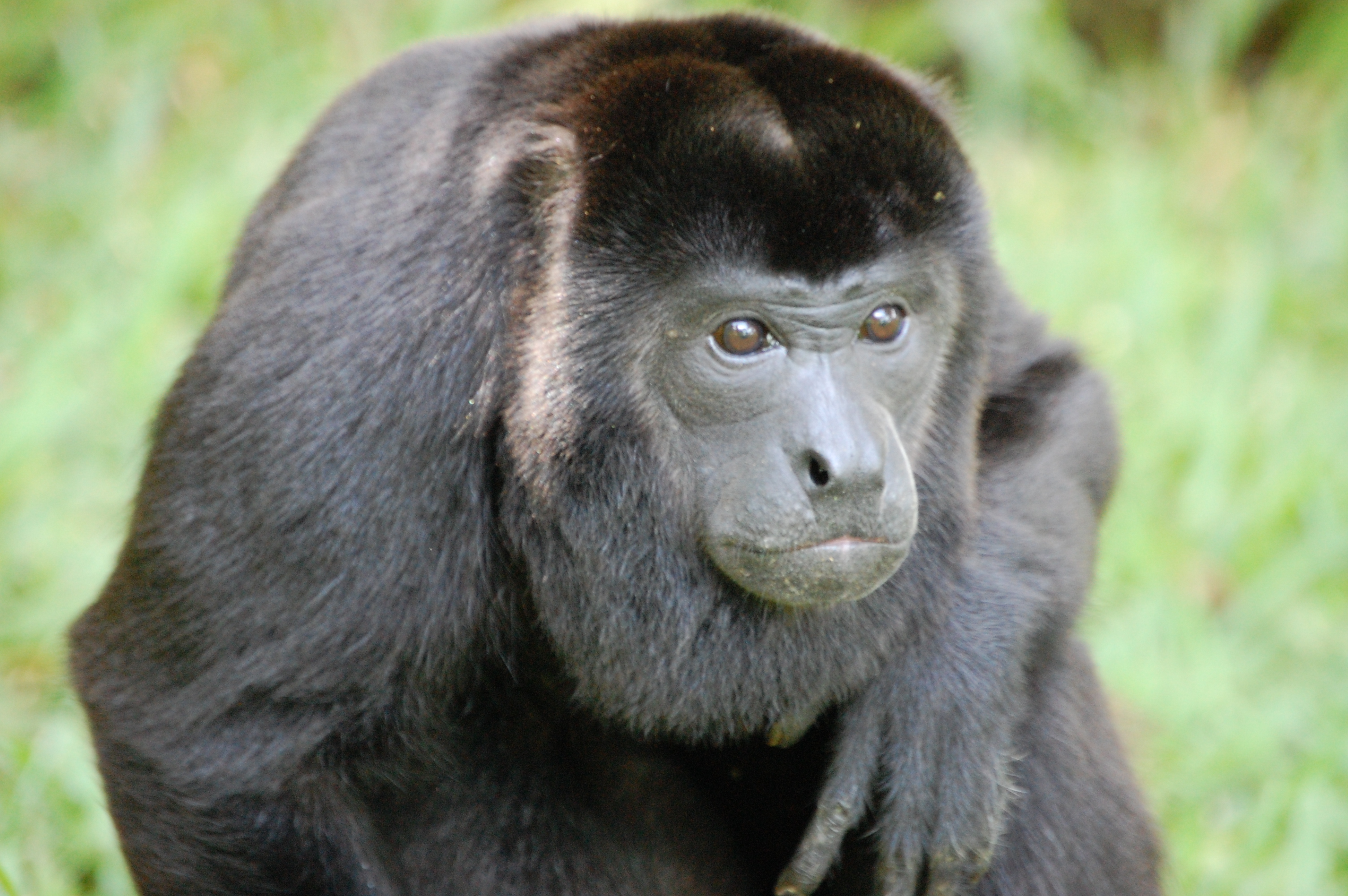
Singe hurleur à manteau
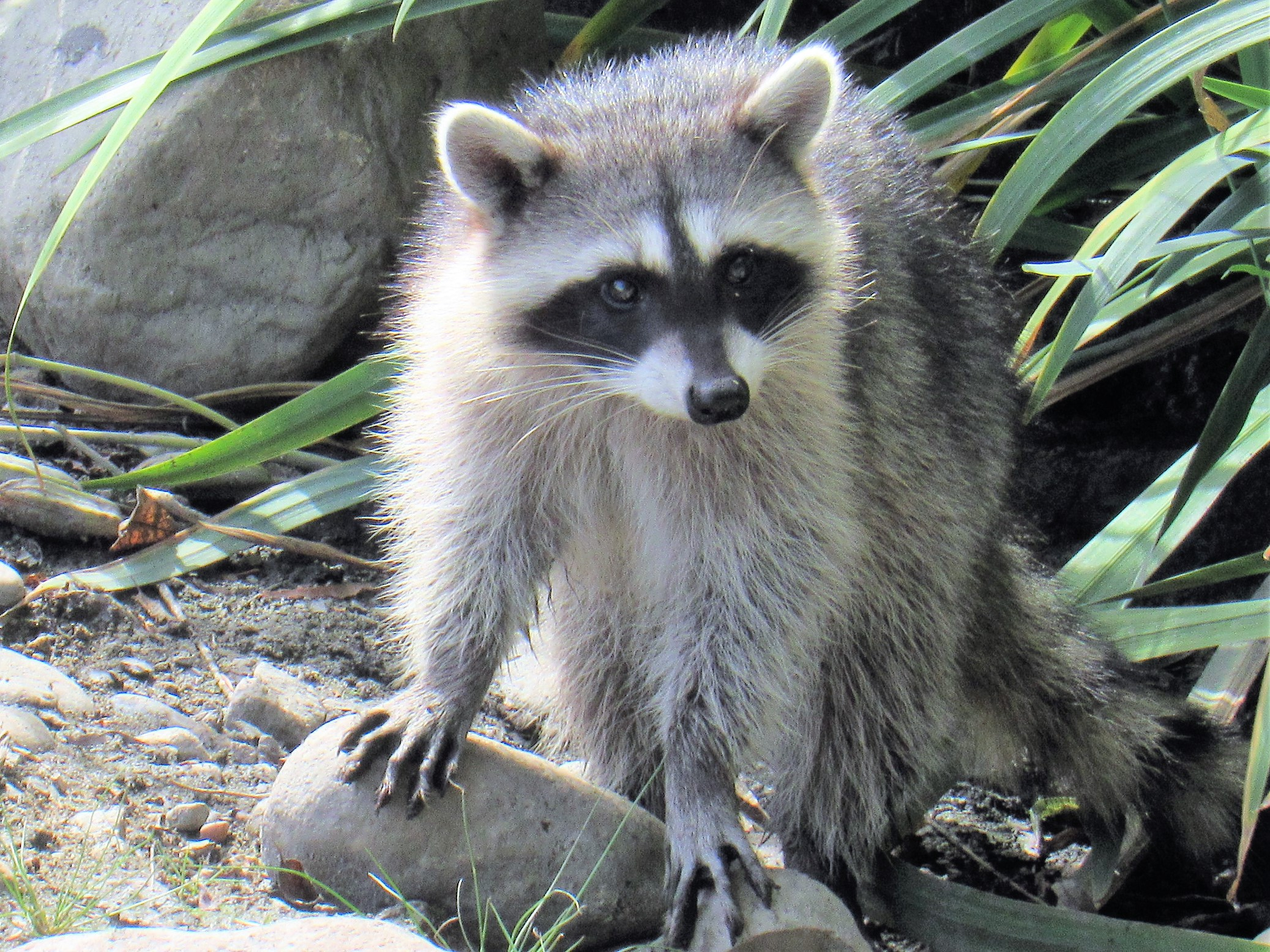
Raton laveur

## Réglementation

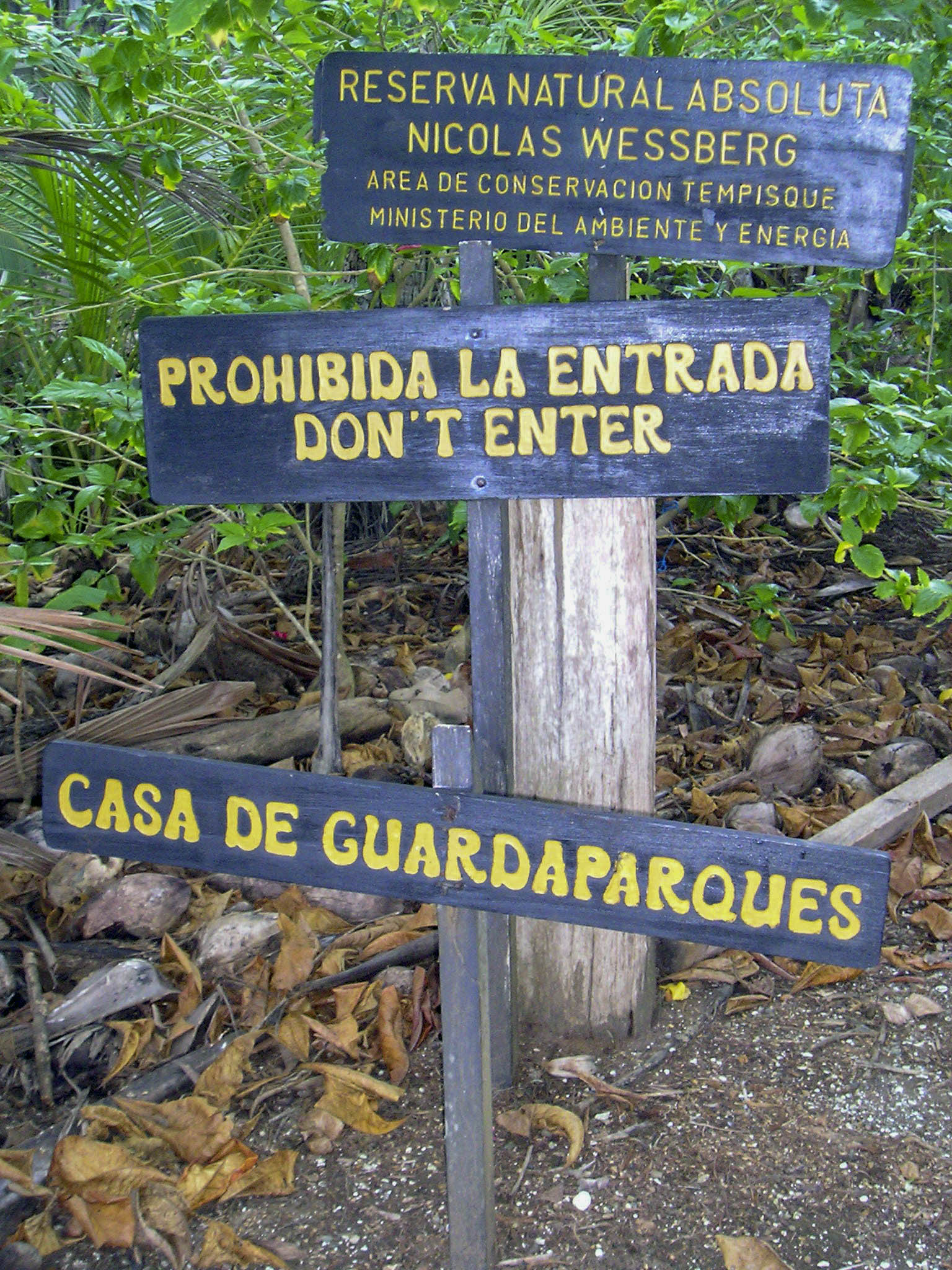
Panneaux situés le long de la plage au niveau de l'accès à la maison des gardes forestiers.

Selon le décret portant classement de la réserve, sont interdits :
- l'accès à des particuliers, excepté ceux ayant une autorisation.
- le tourisme de manière générale.
- le camping.
- abattre, tailler des arbres, ou extraire des produits forestiers de n'importe quel type.
- la pratique de tous types de chasse ou la capture de tout spécimen vivant de la faune.
- l'introduction d'espèces animales ou forestières étrangères à la zone.
- pratiquer l'agriculture, l'apiculture ou développer des pépinières.
- introduire des produits chimiques ou poisons de toute nature.
- faire des nids de toute sorte.
- faire des feux
- la recherche d'objets indigènes
- construire des barrages, canalisations ou aqueducs
- faire de l'équitation
- la construction de routes ou de ponts à l'intérieur de la réserve
- introduire ou posséder des animaux domestiques
- installer des lignes électriques
- toute construction à l'exception de la maison des gardes forestiers et des bénévoles.